# 3. marinski polk (ZDA)
Za druge 3. polke glejte 3. polk.
3. marinski polk (angleško 3rd Marine Regiment) je marinski polk Korpusa mornariške pehote ZDA.
Trenutno je v sestavi 3. marinske divizije in III. marinske ekspedicijske sile.

## Organizacija
- Štabna četa
- 1. bataljon 3. marinskega polka
- 2. bataljon 3. marinskega polka
- 3. bataljon 3. marinskega polka
- 1. bataljon 12. marinskega polka